# RISC-V

Logo dell'azienda produttrice

Il RISC-V (pronunciato: «risc-five») è uno standard aperto di insieme di istruzioni (ISA, dall'inglese instruction set architecture) basato sul principio reduced instruction set computer (RISC). A differenza di molti altri ISA, il RISC-V è pubblicato sotto licenza open source, pertanto non richiede l'acquisto di una licenza per essere utilizzato. I documenti che ne definiscono l'architettura del set di istruzioni (ISA) sono forniti con licenza Creative Commons o BSD. Molte aziende offrono o hanno annunciato hardware basato su questo standard, alcuni sistemi operativi open source sono disponibili e l'insieme d'istruzioni è supportato da diversi toolchain.
Il progetto è iniziato nel 2010 all'Università della California - Berkeley, ma molti contributori sono volontari non affiliati all'istituto. A differenza di altri design accademici, generalmente ottimizzati per la pura semplicità d'esposizione, i progettisti di questo standard hanno permesso che possa essere utilizzato per computer pratici.
A giugno 2019, le versioni 2.2 dello user-space dell'ISA e 1.1 dell'ISA privilegiato sono congelate, permettendo il proseguimento dello sviluppo di hardware e software. È disponibile la bozza della specifica di debug, alla versione 0.3.

## Fondamenti logici

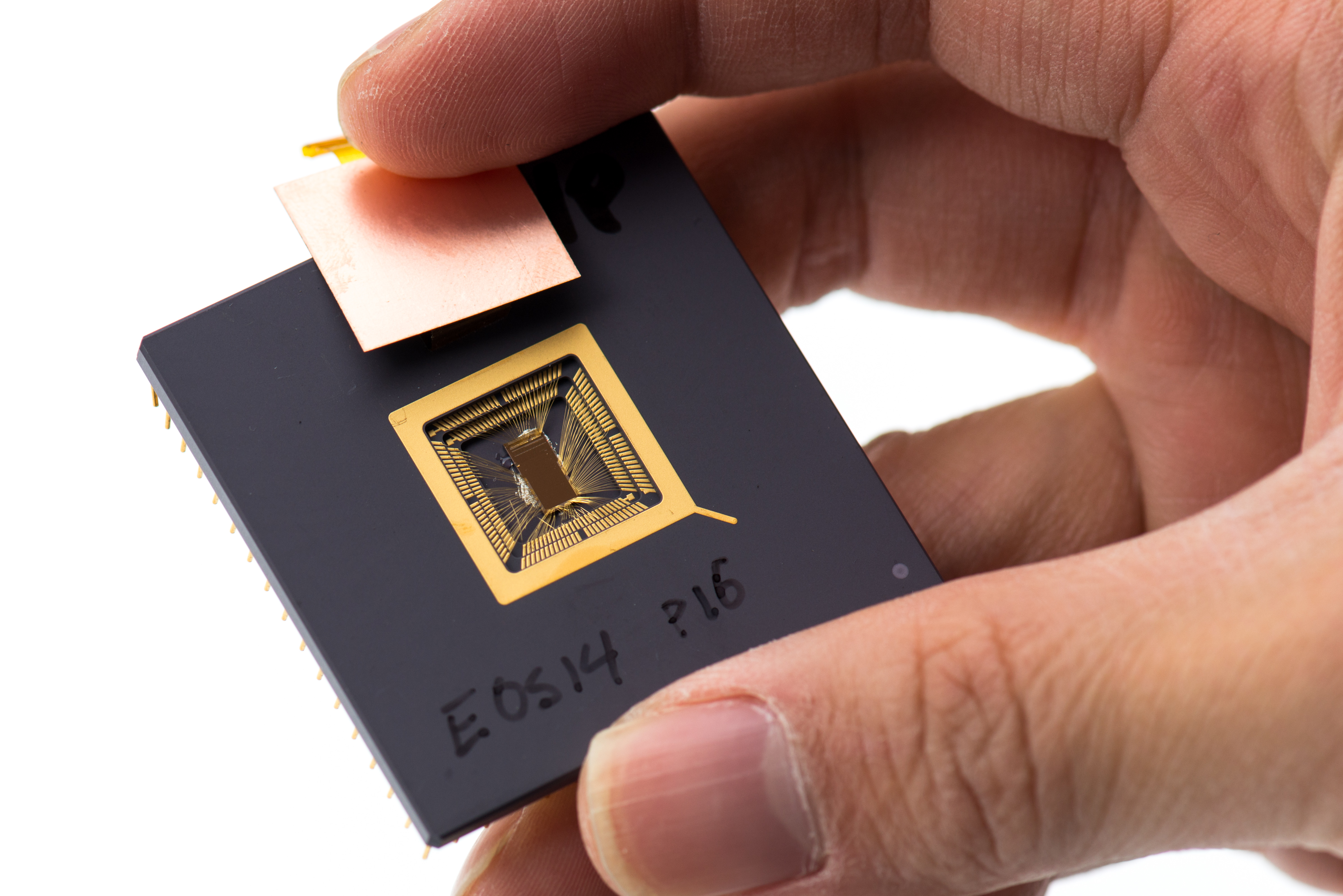
Prototipo di un processore RISC-V, gennaio 2013

La progettazione della CPU richiede competenza in diversi ambiti: logica digitale elettronica, compilatori e sistemi operativi. Per coprire i costi di un team di questo tipo, i fornitori commerciali, come ARM Holdings e MIPS Technologies, richiedono il pagamento di royalties per l'utilizzo dei loro progetti, brevetti e copyright. Spesso richiedono anche di firmare accordi di non divulgazione prima di pubblicare documenti che descrivono dettagliatamente i vantaggi dei loro progetti. In molti casi non vengono mai descritte le ragioni dietro le scelte di progettazione.
Per contro, RISC-V è completamente libero e non prevede alcun pagamento di royalties.

## Storia
Il concetto di RISC risale al 1980. Prima di allora si sapeva che computer più semplici avrebbero potuto essere efficaci, ed era da sempre argomento di interesse accademico, ma i principi della loro progettazione non erano descritti in dettaglio. Gli studiosi idearono l'insieme di istruzioni RISC DLX per la prima edizione di Computer Architecture: A Quantitative Approach nel 1990.
La storia completa del RISC-V è stata pubblicata sul sito di RISC-V International.

## Riconoscimenti
- 2017: The Linley Group's Analyst's Choice Award for Best Technology (per l'insieme di istruzioni)[10]